# Amets Txurruka
Amets Txurruka Ansola (Markina-Xemein, 10 novembre 1982) è un ex ciclista su strada spagnolo di origine basca, professionista dal 2006 al 2016, con caratteristiche di passista-scalatore.

## Carriera
Passa professionista nel 2006 con il Team Barloworld. Disputa una discreta stagione ottenendo, tra gli altri risultati, il quinto posto nel Gran Premio Industria e Artigianato di Larciano vinto da Damiano Cunego.
Nel 2007 viene ingaggiato dall'Euskaltel-Euskadi, squadra UCI ProTour formata unicamente da atleti baschi. Disputa un buon Tour de France: è protagonista svariati tentativi di fuga, mai andati a buon fine, si classifica 23º in classifica generale e viene insignito del Premio della Combattività. Da segnalare la fuga nella tappa di Castres, quando Txurruka e il compagno di fuga Pierrick Fédrigo vengono ripresi a soli 700 metri dal traguardo. Nelle ultime tappe indossa anche la maglia bianca come miglior giovane pur essendo terzo in questa speciale classifica: il primo Alberto Contador infatti indossa la maglia gialla, mentre il secondo Mauricio Soler indossa la maglia a pois.
Dopo un 2008 in cui non ottiene particolari risultati, nel 2009 si classifica secondo, dopo una lunga fuga, nella tappa di Colmar al Tour de France vinta da Heinrich Haussler. Anche nelle stagioni successive non ottiene grandi risultati personali svolgendo principalmente il ruolo di gregario e ricoprendo spesso il ruolo di cacciatore di fughe.
Nel 2013 non ottiene il rinnovo con la squadra basca dell'Euskaltel e si accasa ad una formazione spagnola Professional Continental Team, la Caja Rural. Qui in una dimensione "minore" riesce a ritagliarsi un ruolo maggiore e spesso è il capitano della squadra. Nella stagione d'esordio con la nuova casacca riesce a tornare al successo aggiudicandosi una tappa e poi la classifica generale della Vuelta a Asturias. Ripeterà i buoni risultati anche nel 2014 vincendo una breve corsa a tappe in Francia, il Tour du Gévaudan Languedoc-Roussillon.
Nel 2015 si mette in evidenza fra marzo e aprile, quando conclude settimo al Gran Premio Miguel Indurain, quinto al Giro dell'Appennino e secondo alla Vuelta a Asturias. A maggio conquista la quinta tappa al Tour of Norway, tornando quindi al successo, e a giugno una frazione al Tour de Beauce in Canada.
Rimasto senza squadra alla fine della stagione 2016, trascorsa in maglia Orica-BikeExchange, nel maggio 2017 annuncia il ritiro dalle corse.

## Palmarès

### Strada

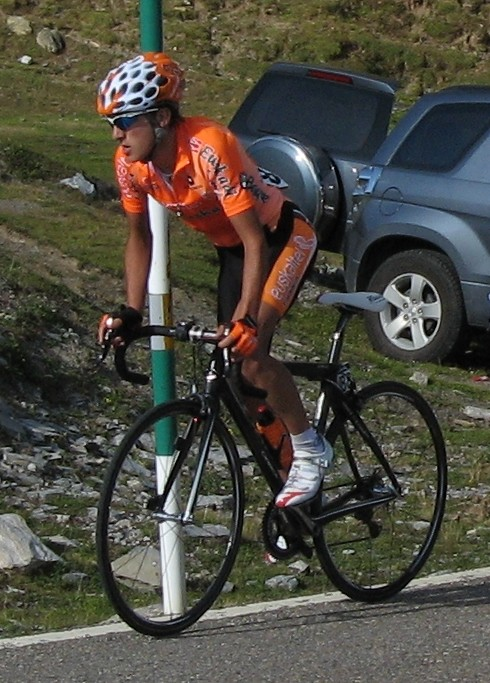
Txurruka in azione alla Vuelta a España 2008 in maglia Euskaltel

- 2005 (dilettanti, Debabarrena, una vittoria)

Puebra San Juan - Segura
- 2013 (Caja Rural, due vittorie)

1ª tappa Vuelta a Asturias (Oviedo > Pola de Lena)
Classifica generale Vuelta a Asturias
- 2014 (Caja Rural-Seguros RGA, una vittoria)

Classifica generale Tour du Gévaudan Languedoc-Roussillon
- 2015 (Caja Rural-Seguros RGA, due vittorie)

4ª tappa Tour of Norway (Rjukan > Geilo)
2ª tappa Tour de Beauce (Lac-Mégantic > Mont Mégantic)

### Altri successi
- 2007 (Euskaltel-Euskadi)

Premio della combattività Tour de France
- 2008 (Euskaltel-Euskadi)

Azkoitia - Memorial Jokin Ormaetxea (Criterium)
- 2010 (Euskaltel-Eukadi)

Taiwan Cup (Criterium)
- 2013 (Caja Rural)

Classifica scalatori Vuelta al País Vasco
Classifica dei traguardi volanti Vuelta al País Vasco
Classifica scalatori Vuelta Burgos
- 2014 (Caja Rural-Seguros RGA)

Classifica scalatori Tour des Fjords

## Piazzamenti

### Grandi Giri
- Giro d'Italia

2012: 42º
2016: 55º
- Tour de France

2007: 23º
2008: 52º
2009: fuori tempo (19ª tappa)
2011: ritirato (9ª tappa)
2012: non partito (7ª tappa)
- Vuelta a España

2008: 45º
2009: 29º
2010: 31º
2011: 30º
2012: 30º
2013: 25º
2014: 48º
2015: ritirato (11ª tappa)

### Classiche monumento
- Milano-Sanremo

2010: ritirato
2011: 132º
2012: ritirato
- Giro di Lombardia

2010: ritirato
2011: 36º
2012: ritirato
2014: 72º
2016: ritirato